# Nachts wach
Nachts wach ist ein Lied des deutschen Rappers Makko und dem deutschen Produzentenduo Miksu/Macloud aus dem Jahr 2022.

## Entstehung und Veröffentlichung
Geschrieben wurde das Lied von den Interpreten Joshua Allery (Miksu), Laurin Auth (Macloud) und Christoph Makowski (Makko) selbst, zusammen mit den Koautoren Timothy Auld, Matthäus Mendo Campoverde, Jonas Michel (Barsky), Dominik Patrzek (Deats), Christopher Plowman und Benedikt Schöller. Während Makko den Text verfasste, waren alle anderen Autoren für die Komposition verantwortlich. Das Produzentenduo Miksu/Macloud war zudem auch für die Produktion zuständig.
Die Erstveröffentlichung von Nachts wach erfolgte am 8. Juli 2022 als Single bei Futura. Diese erschien als digitaler Einzeltrack zum Download und Streaming. Am 26. August 2022 erschien eine Remix-EP, die unter anderem das sogenannte Lila Wolken Bootleg enthält, ein Mashup mit Lila Wolken (Marteria, Yasha & Miss Platnum). Am 4. August 2023 erschien das Lied als Teil von Miksu/Maclouds dritten Studioalbum Teil vom Ganzem.

## Kommerzieller Erfolg

### Chartplatzierungen
Nachts wach stieg am 15. Juli 2022 auf Rang 15 der deutschen Singlecharts ein und erreichte am 9. September desselben Jahres die Chartspitze. Die Single konnte sich eine Woche auf Rang eins platzieren sowie 16 Wochen in den Top 10 und mit Unterbrechungen 121 Wochen in den Top 100, letztmals am 15. November 2024. Mit seinen 121 Chartwochen zählt das Lied zu den erfolgreichsten Dauerbrennern in Deutschland. Während Nachts wach für Makko zum ersten Nummer-eins-Hit avancierte, ist es für das Produzentenduo Miksu/Macloud bereits der elfte Nummer-eins-Erfolg in ihrer Autoren- und Produzentenfunktion sowie der dritte nach Sehnsucht (März 2022) und We Made It (April 2022) als Interpreten. Darüber hinaus erreichte das Lied auch die Chartspitze der deutschsprachigen Singlecharts.
In Österreich erreichte das Lied ebenfalls die Chartspitze der Singlecharts, in der Schweiz wurde es mit Rang vier zum Top-10-Erfolg.
| ChartsChartplatzierungen | Höchstplatzierung | Wochen |
| ------------------------ | ----------------- | ------ |
| Deutschland (GfK)        | 1 (121 Wo.)       | 121    |
| Österreich (Ö3)          | 1 (118 Wo.)       | 118    |
| Schweiz (IFPI)           | 4 (74 Wo.)        | 74     |

| ChartsJahrescharts (2022) | Platzierung |
| ------------------------- | ----------- |
| Deutschland (GfK)         | 12          |
| Österreich (Ö3)           | 18          |
| Schweiz (IFPI)            | 48          |

| ChartsJahrescharts (2023) | Platzierung |
| ------------------------- | ----------- |
| Deutschland (GfK)         | 7           |
| Österreich (Ö3)           | 3           |
| Schweiz (IFPI)            | 26          |

| ChartsJahrescharts (2024) | Platzierung |
| ------------------------- | ----------- |
| Deutschland (GfK)         | 40          |
| Österreich (Ö3)           | 34          |

### Auszeichnungen für Musikverkäufe
| Land/Region        | Auszeichnungen für Musikverkäufe (Land/Region, Auszeichnung, Verkäufe) | Verkäufe |
| ------------------ | ---------------------------------------------------------------------- | -------- |
| Deutschland (BVMI) | Platin                                                                 | 400.000  |
| Insgesamt          | 1× Platin ·                                                            | 400.000  |